# Pedro Armendáriz Hastings
Pedro Armendáriz Hastings (Mèxic D. F., 9 de maig de 1912 - Los Angeles, Califòrnia, EUA, 18 de juny de 1963) fou un actor cinematogràfic mexicà que també participà en produccions de teatre i televisió. Interpretà algunes de les pel·lícules del realitzador Emilio Fernández, com: María Candelaria, Bugambilia, La Malquerida, La perla, La rebelión de los colgados, etc.